# Luci Corneli Ceteg
Luci Corneli Ceteg (en llatí: Lucius Cornelius L. f. P. n. Cethegus) va ser un polític romà.
Va ser un dels principals suports de la llei proposada pel tribú de la plebs Luci Escriboni Libó, per inhabilitar a Servi Sulpici Galba (149 aC), acusat d'haver violat la paraula donada: havia mort els soldats lusitans que s'havien rendit i va vendre'n d'altres com a esclaus.